# Requiem dla mojego przyjaciela
Requiem dla mojego przyjaciela – pierwszy niefilmowy album koncertowy z muzyką klasyczną Zbigniewa Preisnera, wydany w 1998 roku nakładem wytwórni Chester Music Ltd.
Nagrania w Polsce uzyskały status platynowej płyty.
Reedycja albumu została wydana nakładem Sony Music Entertainment Polska w kwietniu 2011 roku w wersji CD i dwóch płyt LP (winylowych).
Album składa się z dwóch części – koncertów żałobnych, nawiązujących do mszy żałobnej (Requiem), wykonanych ku czci zmarłego w 1996 roku przyjaciela kompozytora – reżysera Krzysztofa Kieślowskiego.

## Koncepcja albumu
Część I Requiem, na organy, chór i głosy solowe, napisana jest do tradycyjnych tekstów mszy żałobnej. Z wyjątkiem Lux aeterna, napisanej do tekstu polskiego, wszystkie części są śpiewane po łacinie. Nagrania dokonano w grudniu 1997 roku w katedrze warszawskiej i w kościele zmartwychwstańców pod wezwaniem Emaus w Krakowie
Część II Życie utrzymana jest w stylu typowym dla twórczości Preisnera, dla której charakterystyczne jest wykorzystywanie śpiewu solistów i chóru, podzielona na części, które symbolizują ważne etapy życia człowieka. Pieśni wykonywane są w trzech językach: po polsku, po grecku i po łacinie. Nagrania dokonano częściowo w grudniu 1997 roku w kościele zmartwychwstańców pod wezwaniem Emaus w Krakowie, a dokończono w styczniu 1998 roku w studiu S2/S4 Polskiego Radia w Warszawie.

## Historia powstania
Zbigniew Preisner o celu skomponowania Życia i powstaniu Requiem:

Kiedyś mieliśmy pomysł zrealizowania koncertu, który byłby opowieścią o życiu. Premiera miała się odbyć w Atenach, na Akropolu. Myśleliśmy o wielkim widowisku, sięgającym korzeniami tragedii antycznej. Krzysztof Kieślowski miał reżyserować, Krzysztof Piesiewicz pisać scenariusz, ja zacząłem komponować muzykę. Kiedyś planowaliśmy, że będzie to początek całej serii koncertów. Niestety, Krzysztof Kieślowski zmarł 13 marca 1996. Requiem towarzyszyło Krzysztofowi w Jego ostatniej drodze.

## Lista utworów

### Część IRequiem
1. „Officium” – 03:46
2. „Kyrie eleison” – 06:12
3. „Dies irae” – 04:51
4. „Offertorium” – 3:19
5. „Sanctus” – 2:51
6. „Agnus Dei” – 1:49
7. „Lux aeterna” – 1:56
8. „Lacrimosa” – 3:24
9. „Epitaphium” – 03:03

### Część IIŻycie

#### Początek
1. „Spotkanie” – 05:18
2. „Odkrywanie świata” – 02:50
3. „Miłość” – 2:24

#### Przeznaczenie
1. „Kai Kairós – Jest Czas” – 09:43

#### Apokalipsa
1. „Ascende huc – Wstąp tutaj” – 02:18
2. „Veni et Vidi – Przyszedłem i ujrzałem” – 02:45
3. „Qui erat et qui est – Który był, który jest” – 04:26
4. „Lacrimosa – Czas płaczu” – 04:03

#### Postscriptum
1. „Modlitwa” – 03:16

## Wykonawcy

### Część I –Requiem
- Elżbieta Towarnicka – sopran
- Dariusz Paradowski – kontratenor I
- Piotr Łykowski – kontratenor II
- Piotr Kusiewicz – tenor
- Grzegorz Zychowicz – bas
- Mariusz Koluch – tenor dodatkowy
- Marek Moś – I skrzypce
- Arkadiusz Kubica – II skrzypce
- Łukasz Syrnicki – altówka
- Piotr Janosik – wiolonczela
- Bogusław Pstraś – kontrabas
- Jan Szypowski – organy
- Jan Pilch – perkusja
- Roman Rewakowicz – dyrygent

### Część II –Życie
- Jacek Kaspszyk – dyrygent
- Orkiestra Sinfonia Varsovia
- Warszawski Chór Kameralny pod kierunkiem Ryszarda Zimaka
- Elżbieta Towarnicka – sopran
- Dorota Ślęzak – głos solowy
- Piotr Łykowski – kontratenor
- Jacek Ostaszewski – flet
- Leszek Możdżer – fortepian
- Jerzy Główczewski – saksofon altowy